# Eräsalo
Eräsalo är en ö i Finland. Den ligger i sjön Längelmävesi och i kommunen Orivesi i den ekonomiska regionen Tammerfors och landskapet Birkaland, i den södra delen av landet, 160 km norr om huvudstaden Helsingfors. Öns area är 0,98 kvadratkilometer och dess största längd är 1,5 kilometer i öst-västlig riktning.